# شکل و زمینه
شکل و زمینه (انگلیسی: Figure–ground) یکی از موضوعات تحت مطالعه در روان‌شناسی گشتالت است. تعیین شکل‌ها در یک متن به عنوان پیش زمینه یا پس زمینه یک فرایند ذهنی است. مانند درک تصویر گلدان روبین به صورت دو نیمرخ در مقابل هم؛ یا درک تصویر دختر جوان به شکل زنی سالمند.

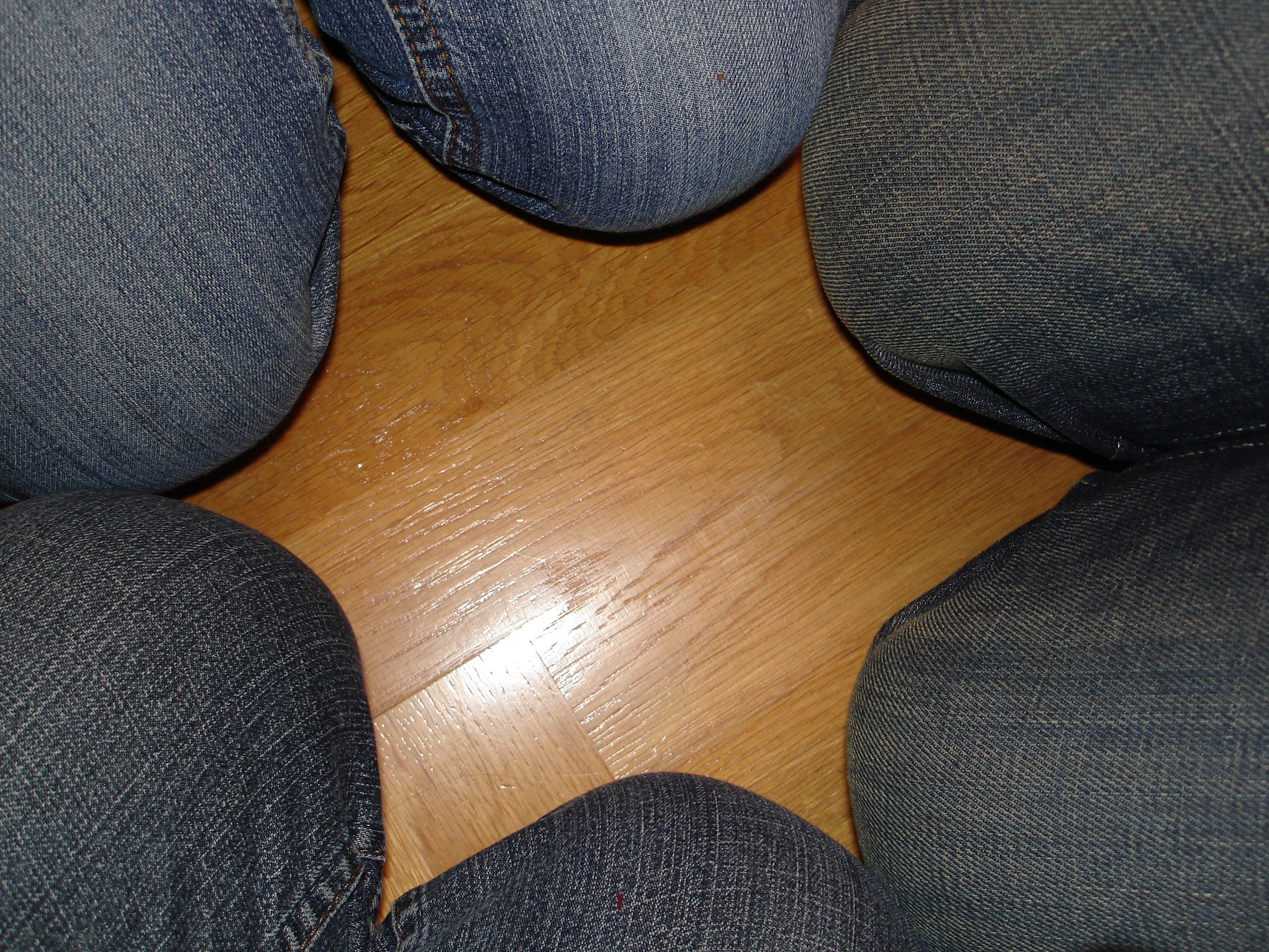
البته در بسیاری از موارد محرک یینایی به خودی خود تعیین‌کننده است و نیازی به صرف وقت بیشتر و گزینش‌های ثانوی ندارد. با این حال قابل انکار نیست که در موارد خاصی تمایز و گزینش شکل از زمینه وابسته به درک ناظر از صحنه است و در عمل بیش از یک گزینش وجود دارد. مانند این تصویر که در آن گروهی دور هم روی زانو نشته اند و فضای میان آنها که در اصل زمینه تصویر است می‌تواند باعث تداعی شکل ستاره ای در ادراک ناظر شود.

در حالت عادی برای درک یک تصویر ابتدا باید اجزاء تصویر در ذهن ما دسته‌بندی شوند.
 دیدن یک گل در انبوه شاخ و برگ گیاه از آنرو ممکن گشته که ما اجزاء خاصی در تصویر، مانند گلبرگها را مرتبط با گل بودن درک کرده و در یک گروه قرار داده‌ایم. اما اجزاء دیگر تصویر، از جمله شاخ و برگ گیاه را از گل بودن تفکیک کرده و در گروه دیگری قرار داده‌ایم و عملاً مجموعه ای از اجزاء را به عنوان شکل (در این مورد گل) برگزیده و هر جزء دیگری (از جمله شاخ و برگ) را در یک مجموعه کلی به پس زمینه نسبت داده‌ایم. این دسته‌بندی اجزاء در مجموعه‌های جدای قابل بازشناسی، و تمرکز بر مجموعه خاصی به عنوان شکل، اساس درک ما از تصویر و همچنین یکی از عوامل خطای دید است. دیدن حاشیه گلدان به شکل دو نیمرخ، تنها زمانی ممکن است که در ذهن ما از قبل تصوری از نیمرخ انسان وجود داشته باشد. درک ۳ بعدی از تصویر نیز محصول ادراک ما از دریافت حس بینایی بر اساس ضوابطی است که روان‌شناسی گشتالت به آن می‌پردازد. نهایتاً برجسته دیدن گلدان در یکی از حالتهای ممکن در ذهن ما نتیجه همین نظم و شیوه خاص ذهنی ما در تفسیر دریافتهای حسی است.

 به نوبه خود زمانی که ما حاشیه گلدان را به شکل دو نیمرخ تفسیر می‌کنیم بر طبق همین نظم و شیوه، برجستگی گلدان را سلب کرده و آن را به حاشیه گلدان به عنوان ۲ نیمرخ برجسته و نزدیکتر به چشم اعطاء می‌کنیم.

## اصول گشتالت
روانشناسان مکتب گشتالت معتقدند که دستگاه ادراک ما اطلاعات حسی را بلافاصله به محض دریافت، طبق اصولی از پیش تعیین شده و ذاتی، نظم و سازمان می‌دهد؛ و درک ما از یک تصویر تا حد زیادی، نتیجه این تنظیم و سازماندهی است. چند تا از مهم‌ترین این اصول عبارتند از:
1. شکل و زمینه: تمایل ما به تمرکز بر و تمایز بخشی خاصی از یک تصویر به عنوان شکل؛ و بقیه تصویر به عنوان زمینه است. همین تعریف در مورد محسوسات صوتی نیز صادق است.
2. نزدیکی: تمایل ما به طبقه‌بندی و قرار دادن اصوات یا شکل‌ها ی نزدیک به هم در گروه‌های واحد مشترک است.
3. شباهت: تمایل ما به طبقه‌بندی و قرار دادن اصوات یا شکلهای شبیه به هم در گروه‌های واحد مشترک است.
4. تمامیت: تمایل ما به درک پدیده‌ها به عنوان اشیاء کامل است. هر چند ممکن است بخشی از این پدیده‌ها در معرض دید ما نباشد.
5. تداوم: تمایل ما به ادامه و درک خطوط لبه اشیاء به عنوان اشکال هندسی تعریف شده و قابل بازشناسی است.

## شکل گرفتن داده‌های حسی

ادراک ما عهده‌دار کشف و ابتکار معانی است. این کشف و ابتکار طبق اصولی صورت می‌گیرد که در روان‌شناسی گشتالت مورد بحث قرار گرفته‌است. برای مثال دیدن یک مثلث در شکل A یکی از ابتکارات ذهنی است. چرا که در واقع طبق تعریف مثلثی وجود ندارد اما معنی مثلث از قبل در حافظه ما وجود داشته و به راحتی به مثلث ناقص در مجموعه A نسبت داده می‌شود. هر چند نظم و ترتیب داده‌های حسی چارچوب کشف معانی را تعیین می‌کند اما در مواردی ذهن ما قادر است در این چارچوب بیش از یک معنی کشف یا ابتکار کند.

وقتی در باجه بانکی در حال شنیدن پاسخ سؤال خود هستیم، به گفتگوی کسانی که در پشت سر ما در صف ایستاده‌اند، توجه نمی‌کنیم. در این صحنه سخنان متصدی باجه، معنی یافته یا به عبارت دیگر شکل می‌گیرد و سخنان متفرقه حضار بی‌معنی بوده و نقش زمینه خواهند داشت؛ بنابراین اولین کلید انتخاب گروهی از محسوسات به عنوان شکل، توجه ماست. گیرنده‌های حسی ما پیوسته در معرض تحریکات بیشمار محیطی قرار دارند. اما تنها معدودی از این تحریکات در غربال توجه ما باقی مانده و بقیه می‌گذرند. این معدود یافته‌های حسی که مورد توجه ما قرار گرفته‌اند، تنها زمانی به خاطر سپرده خواهند شد که معنایی داشته باشند. اما گیرنده‌های حسی به تنهایی قادر به کشف یا ابتکار معانی نیستند و این تکلیف به قوه ادراک سپرده می‌شود. قوه ادراک طبق اصول ذاتی و آموخته، یافته‌های حسی قابل توجه را سازماندهی کرده و به عنوان مجموعه‌هایی دارای معنی به خاطر سپرده یا ملاک اتخاذ تصمیم قرار می‌دهد. اشکال بصری نیز یکی از انواع این مجموعه‌های معنی دار هستند.

## جلوه مغایر و مهار جانبی
دستگاه حسی ما نه تنها جلوه‌های مغایر را بهتر تشخیص می‌دهد، بلکه این مغایرت را تشدید می‌کند. این خصوصیت دستگاه حسی به پشتوانه خطاهای حسی از جمله خطای دید قابل استناد است. در تصویر بالا سمت راست، رشته‌های ظاهراً سفید در میان مربع‌های سیاه کاملاً یکدست هستند و لکه‌های تیره در محل تلاقی رشته‌های سفید، محصول خطای دید است. هر رشته سفید توسط ۴ مربع سیاه احاطه شده و آنها را لمس می‌کند و در نتیجهٔ پدیده جلوه مغایر و مهار جانبی، روشنتر از آنچه هست به چشم می‌آید. اما درست در مرکز تقاطع رشته‌ها، فاصله مربع‌های سیاه بیشتر است و مغایرت سفید و سیاه و مهار جانبی کمتر و در نتیجه محل، به صورت لکه ای خاکستری جلوه می‌کند که در واقع نزدیکتر به رنگ واقعی رشته‌های در واقع خاکستری است.

## رشد سنی
تشخیص شکل از زمینه یکی از اولین مهارتهای بینایی است که در کودک انسان ظاهر می‌شود. تکمیل و گسترش توانایی ایجاد نظم و ترتیب در یافته‌های حسی از همان بدو تولد آغاز می‌گردد. در مقایسه بین توانایی‌های مادرزاد و اکتسابی، می‌توان گفت که درک نزدیکی و وزن احتمالاً از بدو تولد برقرار است. اما تشخیص شباهت شکلها به میزان بسیار بیشتری تحت تأثیر محیط و داده‌های فرهنگی است. توانایی تشخیص شکل در کودکان، از همان زمانی که کودک قادر است نگاه خود را روی شیءی مترکز کرده و تمرکز خود را حفظ کند، رو به تکمیل می‌گذارد. چهره مراقبان، والدین، اسباب بازی و لوازم آشنا اولین مواردی هستند که کودک قادر به تشخیص و درک دیداری آنهاست. تا سن ۲ سالگی، رفتار طبیعی کودک، مانند خزیدن، غلت زدن، نشستن و غیره، فرصت کافی برای تکامل مهارت تشخیص شکل را در اختیار کودک می‌گذارد. اما از ۲ سالگی تا ۴ سالگی، بازی‌های آموزشی مانند جدا کردن و گروه‌بندی اشیاء و شکلها می‌تواند، مهارت تشخیص و درک شکل در کودکان را تقویت کند.

## کاربرد هنری
آگاهی از ضوابط شکل و زمینه، امکان بیشتری به هنرمندان و طراحان در ابتکار آثار هنری می‌دهد. هنرمندان با ترکیب شکلهای دو بعدی مختلف و تنظیم موقعیت و فاصله این شکلها، انتخاب رنگ یا تعویض عمدی رنگ شکل و زمینه، تصویری جدید ایجاد می‌کنند. ایجاد ابهام نیز یکی دیگر از محصولات اتفاقی و گاه هدفمند آزمون و تجربه هنرمندان در زمینه شکل و زمینه است.

## نگارخانه

رشته‌های ظاهراً سفید در میان مربع‌های سیاه کاملاً یکدست هستند و لکه‌های تیره در محل تلاقی رشته‌های سفید، محصول خطای دید است. هر رشته سفید توسط ۴ مربع سیاه احاطه شده و آنها را لمس می‌کند و در نتیجهٔ پدیدهٔ جلوه مغایر و مهار جانبی، روشنتر از آنچه هست به چشم می‌آید. اما درست در مرکز تقاطع رشته‌ها، فاصله مربع‌های سیاه بیشتر است و مغایرت سفید و سیاه و مهار جانبی کمتر و در نتیجه، محل به صورت لکه ای خاکستری جلوه می‌کند که در واقع نزدیکتر به رنگ واقعی رشته‌های در واقع خاکستری است..
تبدیل پذیری ارادی و غیرارادی شکل و زمینه در این تصویر نمایش گذاشته شده‌است.
در نگاه اول بی‌معنی به بنظر می‌رسد اما بیشتر افراد پس از کمی تلاش می‌توانند این مهره‌های بی‌معنی را سازمان داده و کلمه (LIFT) را در میان مهره‌ها خوانده و به خاطر بسپارند. باید توجه داشت که کشف معنی در این تصویر تنها بر اصول ذاتی ادراک بشر استوار نیست و نیازمند آموختن الفبای لاتین و آشنایی قبلی با زبان انگلیسی است.
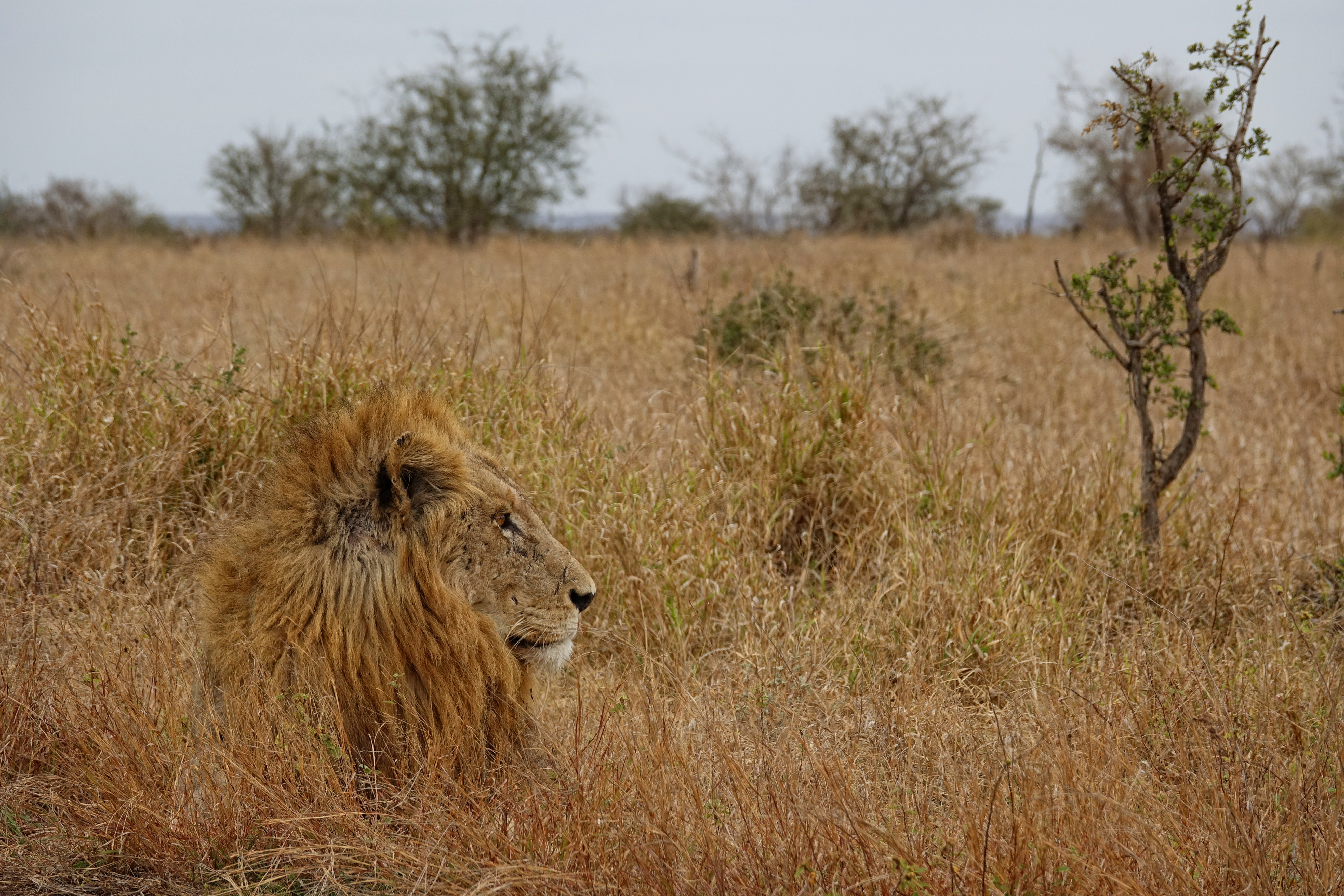
نه تنها برای انسان بلکه برای بسیاری از جانوران تمیز شکل از زمینه و کشف معنی و اتخاذ تصمیم گاه می‌تواند اهمیت حیاتی داشته باشد.
تعداد گویهای سمت راست و چپ برابر است. اما ما گویهای سمت راست را به عنوان ۳ جفت ستون؛ و گویهای سمت چپ را به شکل یک مربع درک می‌کنیم.
این گوی‌ها به واسطه شباهت رنگ، نه به عنوان ۶ ردیف، بلکه بلافاصله به عنوان ۳ ردیف سفید و ۳ ردیف سیاه درک می‌شوند.
این پاره خط‌ها، بلافاصله به عنوان یک دایره و یک مستطیل درک می‌شوند.
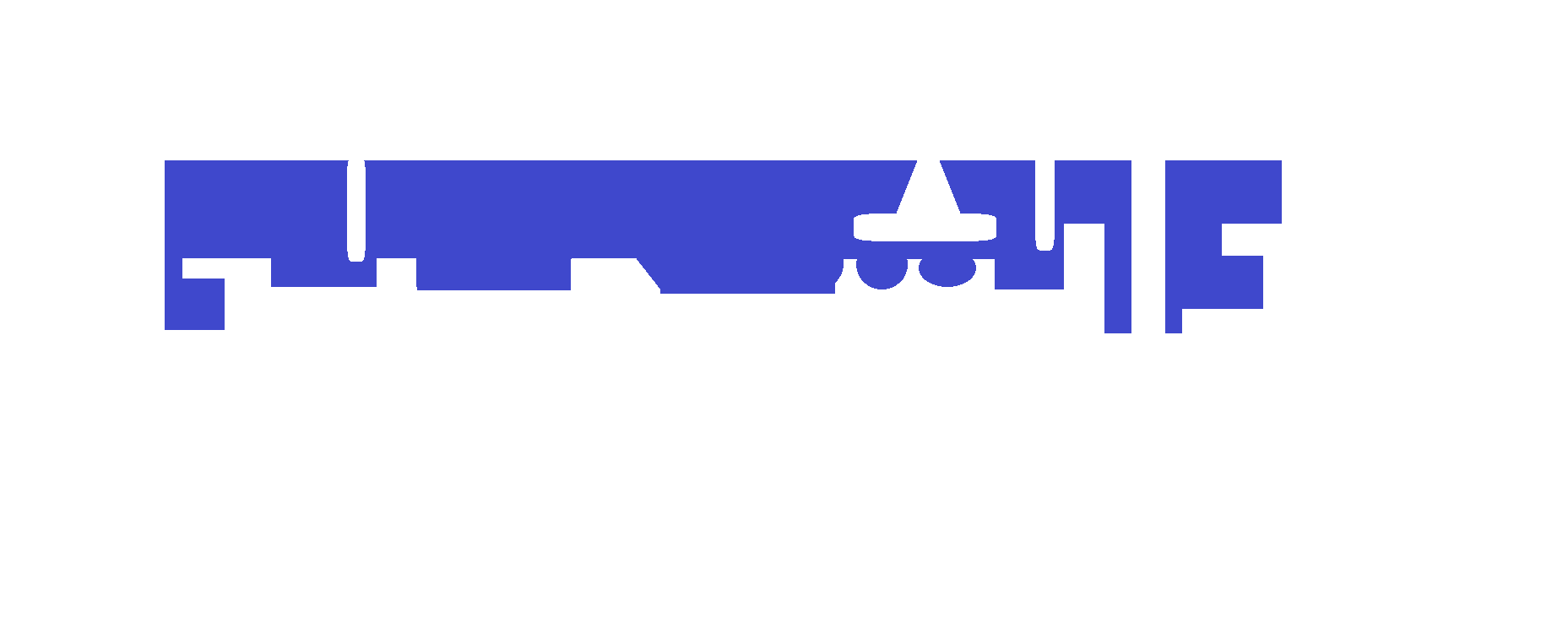
سرعت تشخیص یک شکل بستگی به عاداتی مثل سمت خواندن دارد.
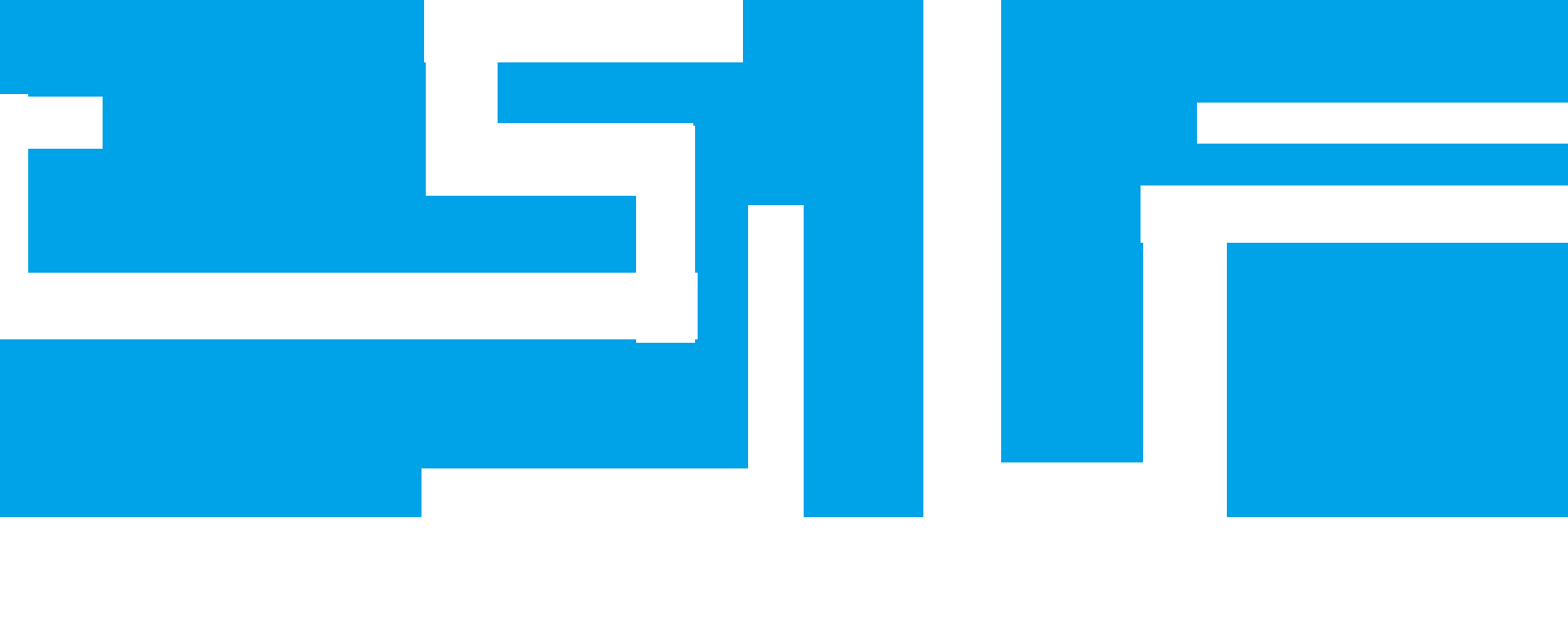
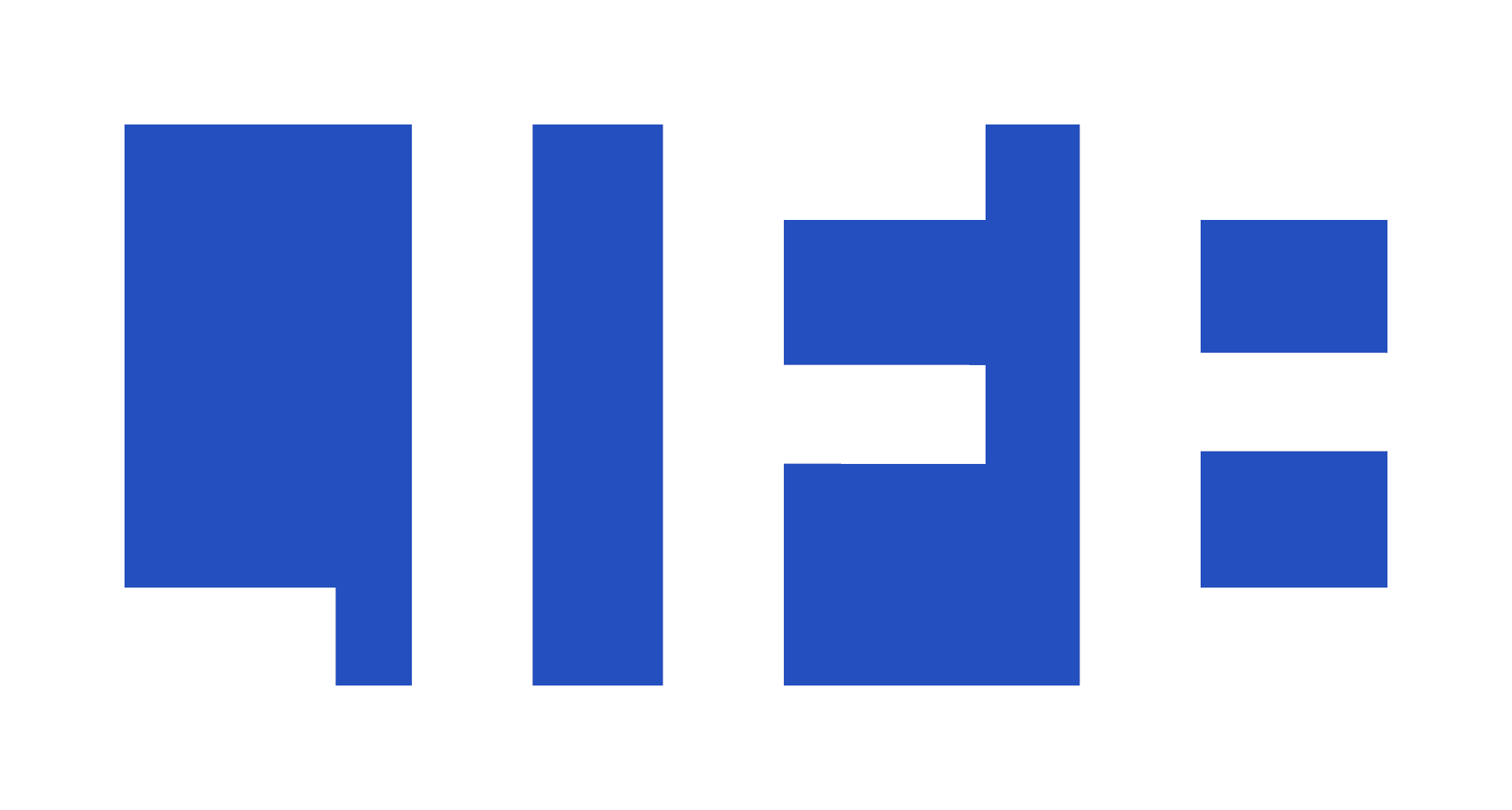
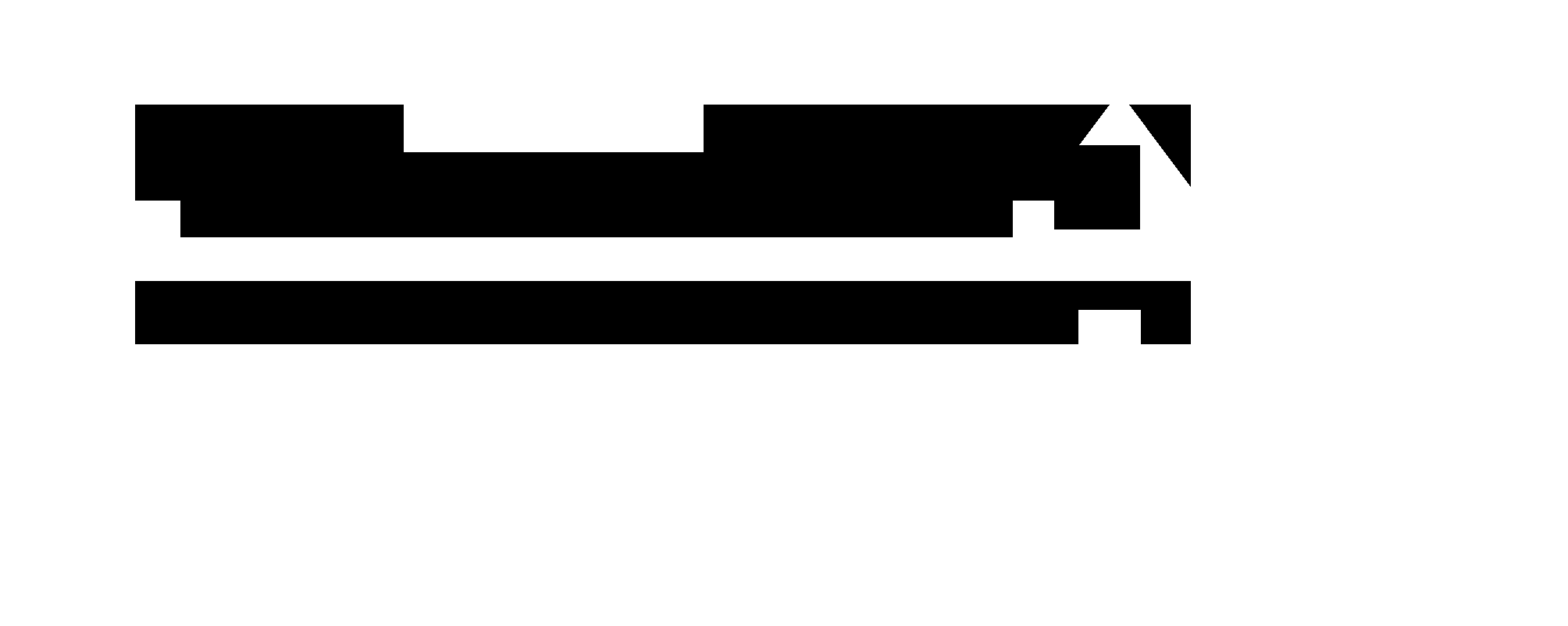